# Bettina Stark-Watzinger
Bettina Watzinger, nata Stark (Francoforte sul Meno, 12 maggio 1968), è una politica ed economista tedesca, ministra dell'istruzione e della ricerca nel governo Scholz dall'8 dicembre 2021 al 7 novembre 2024.
Eletta deputata al Bundestag per lo stato dell'Assia nel 2017, dal 2021 è anche presidente della sezione FDP in Assia.

## Biografia
Bettina Stark-Watzinger è cresciuta a Bad Soden am Taunus e si è diplomata alla Scuola Femminile Cattolica St. Angela-Schule della diocesi di Limburgo nel 1989. Ha poi studiato economia all'Università Johannes Gutenberg di Magonza e all'Università Goethe di Francoforte. Si è laureata in economia nel 1993. Dal 1994 al 1996, Stark-Watzinger ha completato una formazione per tirocinanti presso BHF Bank AG a Francoforte sul Meno, dove ha lavorato come direttore regionale. Questo è stato seguito da un soggiorno all'estero nel Regno Unito dal 1997 al 2006, dove ha studiato psicologia a Londra.
Dal 2006 al 2008 ha ricoperto la carica di Academic Manager, Finance, Accounting, Controlling and Taxation Department presso la European Business School di Oestrich-Winkel. Successivamente, fino al 2017, è stata Managing Director nell'area commerciale dell'istituto di ricerca interdisciplinare LOEWE Center (dal 2013 LOEWE Center SAFE, dal 2020 Leibniz Institute for Financial Market Research SAFE) presso l'Università di Francoforte sul Meno. Dal suo ingresso nel Bundestag tedesco, ha lavorato lì come libera professionista oltre al suo mandato ed è membro eletto del Policy Advisory Council. 

## Vita privata
Bettina Stark-Watzinger è sposata, madre di due figlie e vive a Bad Soden am Taunus in Assia.